# Juul De Winde

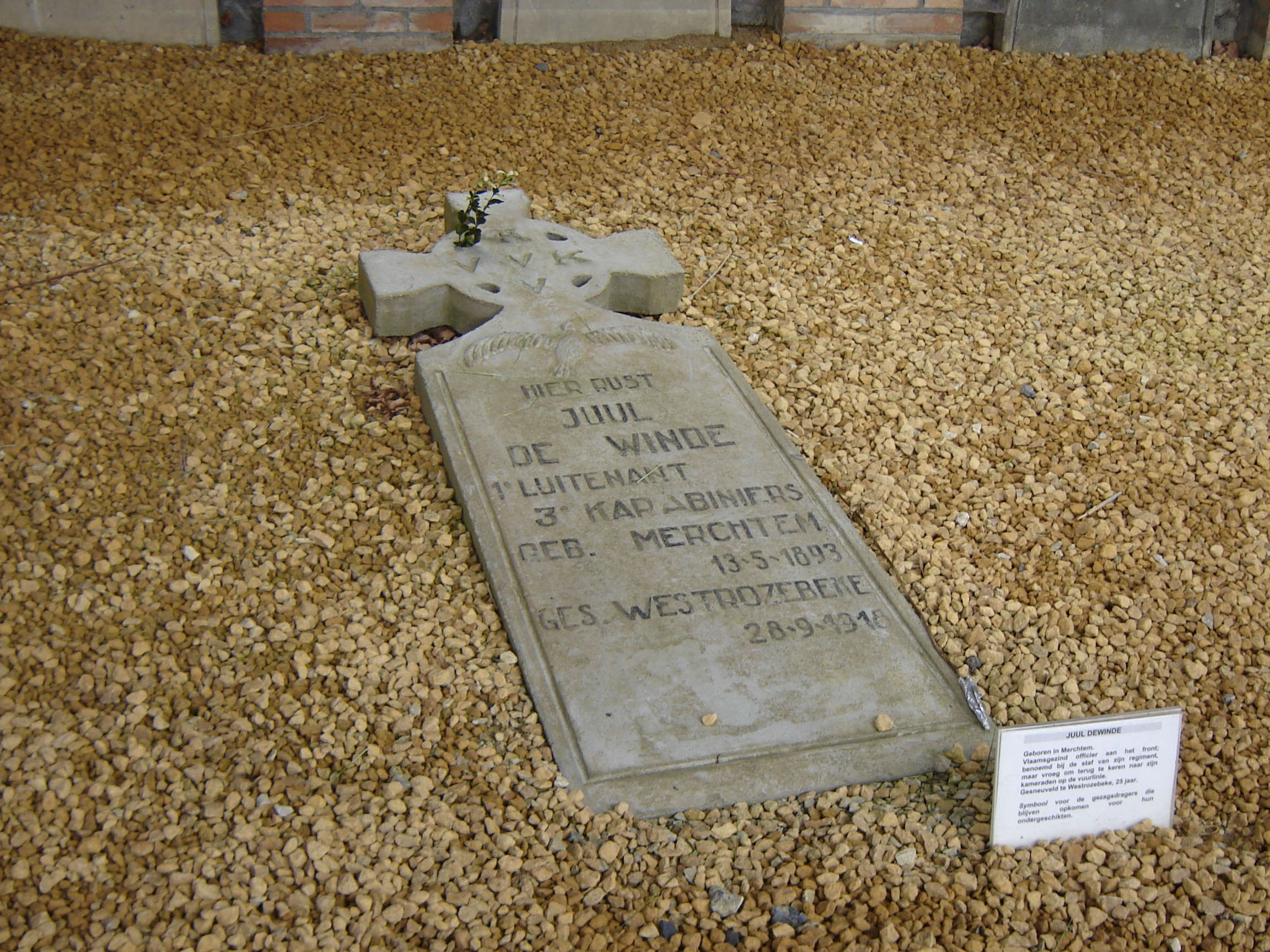
Heldenhuldezerkje van Juul De Winde in de crypte van de IJzertoren

Jules 'Juul' De Winde (Merchtem, 13 mei 1893 – Westrozebeke, 28 september 1918) was een Vlaams dichter en luitenant die diende in de Eerste Wereldoorlog. Hij geldt als een van de IJzersymbolen van de Vlaamse Beweging.

## Biografie
Juul De Winde werd geboren in het Vlaams-Brabantse Merchtem. In 1909 werd daar de cultuurvereniging De Vlaamse Kring opgericht door de bekende toondichter August De Boeck. Hier kwam zijn aanleg voor poëzie tot uiting en werd wellicht ook zijn Vlaamsgezindheid geboren. In de Gazet van Merchtem, een uitgave van Merchtems drukker en geschiedschrijver Maurits Sacré, publiceerde hij zijn eerste verzen. Daarnaast toonde hij zich ook een man van de kunsten door toe te treden tot het toneelgezelschap De Leie.
Op 16 augustus 1913 werd hij opgeroepen tot de dienstplicht. Hij werd ingelijfd bij het eerste regiment Karabiniers. Na enkele maanden werd hij tot korporaal gepromoveerd. Bij het uitbreken van de Eerste Wereldoorlog was hij 21 jaar oud, en had de rang van sergeant. 
In 1916 kon hij opklimmen tot onderluitenant en zelfs luitenant. Hij was geliefd bij zijn manschappen en moedigde hen aan met de bekende studentenleuzes uit De Blauwvoet: Vliegt de Blauwvoet ? Storm op zee !. Aan het front organiseerde hij muziekmanifestaties waarbij hij zelf dirigeerde. Als flamingant kwam hij onder meer in contact met Cyriel Verschaeve en Jan Bernaerts. De kapelaan uit Alveringem verzorgde zelfs het voorwoord van zijn eerste dichtbundel, die in 1917 verscheen. Onder de schuilnaam Juul Liseron bundelde hij een aantal oorlogsgedichten onder de titel Granaatscherven. Meerdere verzenbundels lagen in het verschiet, maar zijn nooit uitgegeven. 

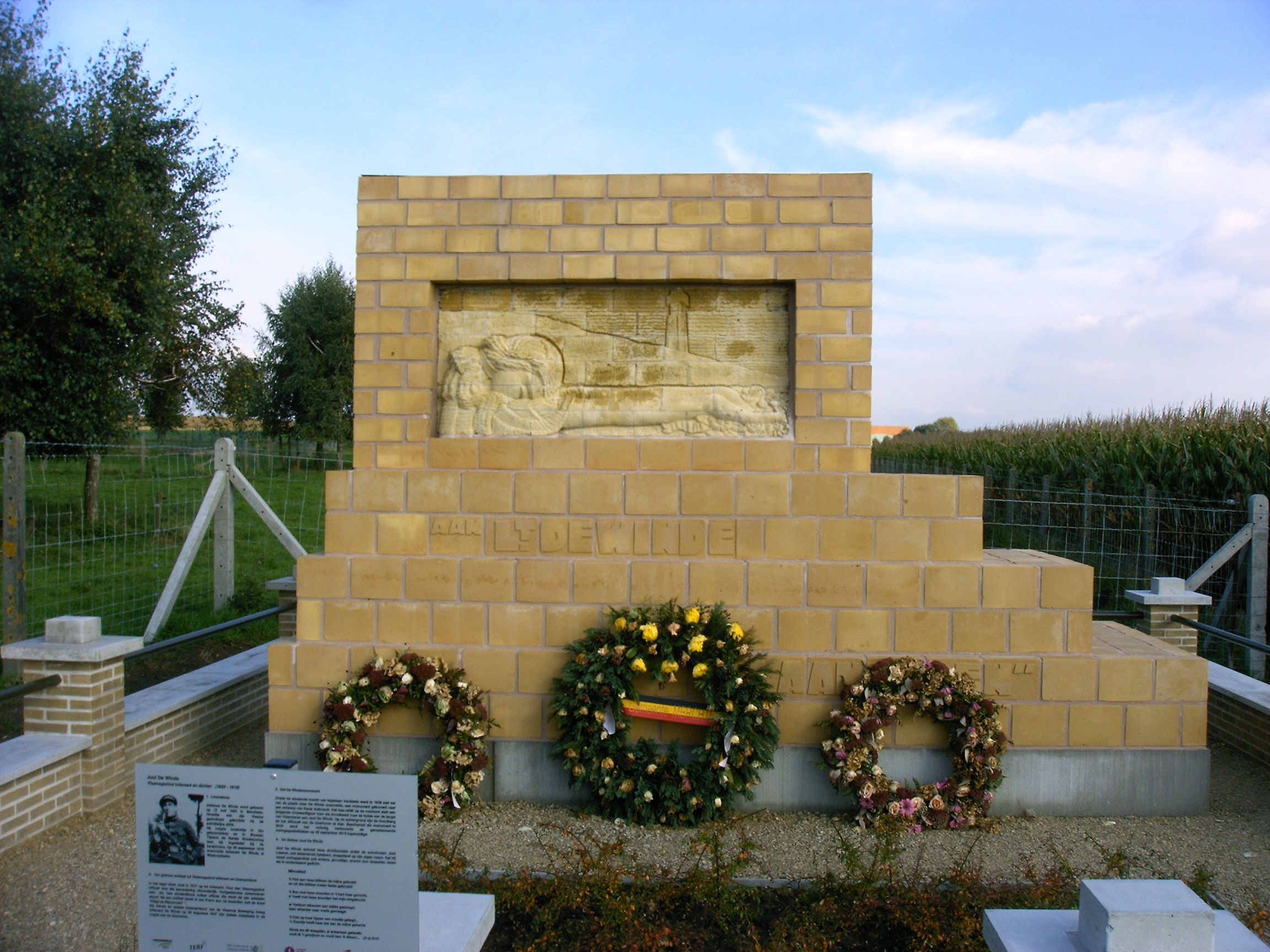
Monument voor luitenant De Winde in Westrozebeke, voorheen in de Poelkapellestraat, thans in de Hyndrickxbosstraat

In augustus 1918 publiceerde hij het eerste en tevens enige nummer van het frontblaadje Merchtem boven, samen met zijn vriend, onderluitenant en Merchtemnaar Pol Knaeps. Hij werd in 1918 benoemd tot toegevoegd stafofficier bij de regimentsstaf. 
Hij vroeg en bekwam toelating om het bevrijdingsoffensief in de herfst van 1918 samen met zijn mannen te mogen meemaken. In de zomer van 1918 werd in de driehoek gevormd door Westrozebeke, Passendale en Langemark nog hevig gevochten. In dit eindoffensief kwam hij op 28 september 1918 om het leven, zes weken voor het einde van de oorlog. In welke omstandigheden hij stierf is tot vandaag niet duidelijk. 

## Eerbetoon
In 1937 werd zijn stoffelijk overschot vanuit Merchtem overgebracht naar Diksmuide, waar het plechtig werd bijgezet in de crypte van de IJzertoren. Als eerbetoon voor zijn engagement werd hij geëerd als IJzersymbool.
In Westrozebeke werd - op de plaats waar hij het leven liet - in 1938, op initiatief van aalmoezenier Oskar Versteele,  een gedenkteken van beeldhouwer Karel Aubroeck opgericht. Het monument stond eerst langs de Poelkapellestraat, maar werd na de restauratie in 2013 verplaatst naar haar huidige locatie langs de Hyndrickxbosstraat met een weids uitzicht over het omliggende voormalige oorlogslandschap. In 2014 werd het Oorlogsmonument voor Luitenant De Winde  aangeduid als beschermd monument.
Zowel in Diksmuide als in Merchtem is er een straat naar hem genoemd.
- Library of Congress Control Number: n78015058
- Virtual International Authority File: 57865814
- WorldCat: E39PBJvCRmvBhWBXMJJhBTXWXd